# Мытец
Мытец (Мытиха) — река в Республике Коми и Кировской области, левый приток Фёдоровки (бассейн Волги).
Устье реки находится в 8,1 км по левому берегу реки Фёдоровка. Высота устья — 132,4 м над уровнем моря. Длина реки составляет 74 км, площадь водосборного бассейна — 724 км².
Исток реки в обширном лесном массиве на Северных Увалах близ границы Республики Коми и Кировской области в 70 км к юго-западу от посёлка Койгородок. Верхнее течение реки находится в Койгородском районе Республики Коми, среднее и нижнее — в Нагорском районе Кировской области. Почти всё течение реки проходит по лесным массивам.
Русло реки крайне извилистое, генеральное направление в верхнем течении — юго-запад, затем река поворачивает на юг, юго-восток и снова юг. Мытец активно собирает воду многочисленных небольших лесных речек. В среднем течении на левом берегу — посёлок Мытьец (Синегорское сельское поселение). Впадает в Фёдоровку у посёлка Первомайск (Синегорское сельское поселение), на последних километрах перед устьем преодолевает Лучинское болото. Ширина реки перед устьем — 15 метров.

## Притоки (км от устья)
- 6,5 км: река Перерванка (пр)
- 22 км: река Векшеедиха (лв)
- река Большая Дубровка (лв)
- 51 км: река без названия (пр)
- 60 км: река без названия (пр)

## Данные водного реестра
По данным государственного водного реестра России относится к Камскому бассейновому округу, водохозяйственный участок реки — Вятка от истока до города Киров, без реки Чепца, речной подбассейн реки — Вятка. Речной бассейн реки — Кама.
Код объекта в государственном водном реестре — 10010300212111100031235.